# Paragamasellevans vandenbergi
Paragamasellevans vandenbergi är en spindeldjursart som beskrevs av Loots och Ryke 1968. Paragamasellevans vandenbergi ingår i släktet Paragamasellevans och familjen Rhodacaridae. Inga underarter finns listade i Catalogue of Life.